# TMEM238
TMEM238 (англ. Transmembrane protein 238) – білок, який кодується однойменним геном, розташованим у людей на довгому плечі 19-ї хромосоми. Довжина поліпептидного ланцюга білка становить 176 амінокислот, а молекулярна маса — 18 040.
| 10         |  | 20         |  | 30         |  | 40         |  | 50         |
| ---------- |  | ---------- |  | ---------- |  | ---------- |  | ---------- |
| MAAAPAVCAS |  | QGSPPGAPSA |  | PAAAPAPAAG |  | LGRCRMALLL |  | AVALDVAGMA |
| ALLTGVFAQL |  | QVRGRDFGDL |  | LIYSGALLVF |  | LSLLGWILWY |  | TGNIEISRQE |
| LERDYGLRPS |  | ALARLARKLS |  | RRWSAPAAAG |  | QRPAPGSRRA |  | RRAARAPPPP |
| AAGSRRVRLQ |  | LATLEAGPGA |  | AGAGSE     |  |            |  |            |

A: Аланін

C: Цистеїн

D: Аспарагінова кислота

E: Глутамінова кислота

F: Фенілаланін

G: Гліцин

I: Ізолейцин

K: Лізин

L: Лейцин

M: Метіонін

N: Аспарагін

P: Пролін

Q: Глутамін

R: Аргінін

S: Серин

T: Треонін

V: Валін

W: Триптофан

Кодований геном білок за функцією належить до фосфопротеїнів. 
Локалізований у мембрані.